# Озун
Озун (рум. Ozun) — село у повіті Ковасна в Румунії. Адміністративний центр комуни Озун.
Село розташоване на відстані 152 км на північ від Бухареста, 8 км на південний схід від Сфинту-Георге, 24 км на північний схід від Брашова.

## Населення
За даними перепису населення 2002 року у селі проживали 2565 осіб.
Національний склад населення села:
| Національність | Кількість осіб | Відсоток |
| -------------- | -------------- | -------- |
| угорці         | 2295           | 89,5%    |
| румуни         | 255            | 9,9%     |
| чанго          | 6              | 0,2%     |

Рідною мовою назвали:
| Мова      | Кількість осіб | Відсоток |
| --------- | -------------- | -------- |
| угорська  | 2306           | 89,9%    |
| румунська | 254            | 9,9%     |